# Aloe pronkii
Aloe pronkii é uma espécie de liliopsida do gênero Aloe, pertencente à família Asphodelaceae.